# Ciudad Jardín Virgen del Milagro
La Ciudad Jardín Virgen del Milagro es un barrio del municipio de Villamuriel de Cerrato, perteneciente a la comarca de El Cerrato en la provincia de Palencia (Castilla y León, España). Dedicado su nombre a la patrona del municipio, se trata de un barrio de Villamuriel de Cerrato situado junto al Casco Viejo de la localidad.
Enclavado en una antigua zona de viñedos, se constituyó en torno a 1980 como una urbanización colindante con la carretera P-900 (contigua al Canal de Castilla), en principio tan sólo eran unos bloques de pisos de uso residencial con zonas ajardinadas y un par de parques infantiles. El crecimiento demográfico ha provocado que se vaya edificando aproximándose hacia el casco antiguo de Villamuriel. Es uno de los barrios más poblados y celebra sus fiestas en julio.

## Demografía
Evolución de la población en el siglo XXI
| Gráfica de evolución demográfica de Ciudad Jardín Virgen del Milagro entre 2000 y 2020 |
|                                                                                        |
| Población de derecho (2000-2020) según el padrón municipal del INE                     |